# 우지왈라 라우트
우지왈라 라우트(Ujjwala Raut, 1978년 6월 11일 ~ )는 인도의 모델이다.